# Brug 842
Brug 842 is een kunstwerk in Amsterdam-Zuid.
Deze vaste brug vormt voor voetgangers en fietsers de verbinding tussen enerzijds natuurstrook 't Kleine Loopveld en de Kalfjeslaan in Buitenveldert (Amsterdam) en anderzijds sportpark 't Loopveld dat in Amstelveen ligt. De grens tussen de beide gemeenten ligt in de sloot die overspannen wordt. Het brug werd ontworpen door Dirk Sterenberg werkend voor de Dienst der Publieke Werken, die meer dan 170 bruggen voor Amsterdam ontwierp. Hij liet een voornamelijk houten brug bouwen tussen betonnen landhoofden. Het geheel wordt gedragen door een houten paalfundering, aangezien de landhoofden op een dijklichaam liggen moesten sommige heipalen onder een hoek de bodem in. De brug uit 1977/1978 kreeg begin 21e eeuw een nieuw rijdek.
Vierhonderd meter naar het westen ligt eenzelfde type brug (ter hoogte van Reimersbeek – Laan van Kronenburg), deze kreeg geen brugnummer mee.

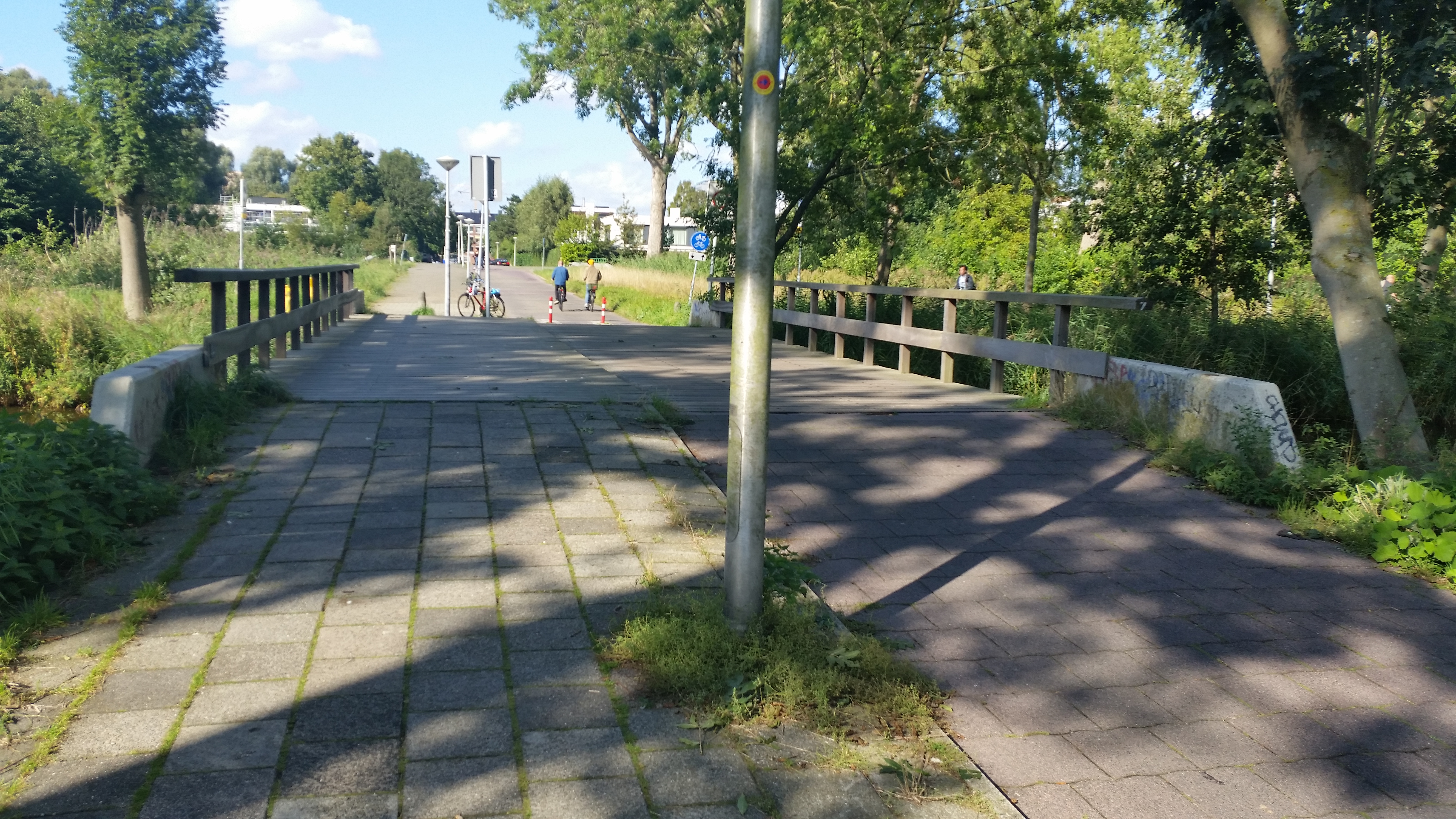
Ongenummerde brug richting Amsterdam (september 2019)

<<< · 801 · 802 · 803 · 804 · 805 · 808 · 811 · 812 · 813 · 814 · 815 · 816 · 817 · 818 · 819 · 820 · 821 · 822 · 823 · 824 · 825 · 826 · 827 · 828 · 829 · 830 · 831 · 832 · 833 · 834 · 835 · 836 · 837 · 838 · 839 · 840 · 841 · 842 · 844 · 845 · 846 · 848 · 849 · 850 ·  854 · 856 · 857 · 858 · 859 · 860 · 863 · 864 · 865 · 866 · 867 · 868 · 869 · 870 · 871 · 872 · 873 · 875 · 876 · 877 · 889 · 890 · 891 · 892 · 893 · 895 · 896 · 897 · 898 · 899 · >>>
Brugnummers 800, 806, 807, 809, 810, 843 (gesloopt, Uilenstede, Amstelveen), 847 (Uilenstede, Amstelveen) , 851 (gesloopt, Dirk Sterenberg), 852 (gesloopt, Dirk Sterenberg), 853 (gesloopt, Dirk Sterenberg), 855, 861, 862, 874, 878, 879, 880, 881, 882, 883, 884, 885, 886, 887, 888, 894 zijn niet (meer) vergeven.